# Bouxières-aux-Dames
Bouxières-aux-Dames é uma comuna francesa na região administrativa de Grande Leste, no departamento de Meurthe-et-Moselle. Estende-se por uma área de 4,11 km². Em 2010 a comuna tinha 4 234 habitantes (densidade: 1 030,2 hab./km²).